# Датская операция
Датская армия
Да́тская операция (дат. Invasionen af Danmark i 1940, нем. Die Besetzung von Dänemark) — военная операция нацистской Германии против Датского королевства, начавшаяся 9 апреля 1940 года и продолжавшаяся всего 6 часов. Первый удар Вермахта пришёлся на датскую авиацию, в результате чего ВВС Дании понесли серьёзные потери и в дальнейшем не участвовали в боевых действиях. В 5:15 утра, части 170-й пехотной дивизии и 11-й стрелковой бригады перешли датско-германскую границу и начали наступление. Также, в 5:15 немецкие войска высадились в Копенгагене. Датский военно-морской флот не оказал сопротивления противнику. В 7:20 датский король Кристиан X приказал датским вооружённым силам прекратить сопротивление. В 7:30 был захвачен стратегически важный для проведения Норвежской операции аэропорт Ольборг. Около 10 часов утра началась демобилизация датской армии.

## Предыстория
Ещё со времён Крымской войны скандинавские страны придерживались политики нейтралитета во внешней политике. Непосредственно перед началом Первой мировой войны руководители Дании, Швеции и Норвегии провели ряд встреч на высшем уровне, где подчеркнули свою волю к нейтралитету. Однако Антанта и Тройственный союз вынудили скандинавские правительства принять косвенное участие в войне. Так, Германская империя вынудила Датское королевство частично заблокировать минами пролив Большой Бельт. В результате после поражения Германии в Первой мировой Дания вернула себе северный Шлезвиг, отторгнутый в 1864 году.

## Подготовка операции
Накануне Второй мировой войны скандинавские правительства вновь заявили, что будут придерживаться нейтралитета. 31 мая 1939 года между Данией и Германией был заключён пакт о ненападении. 14 декабря 1939 года командование вермахта получило задание от Гитлера исследовать возможность захвата Норвегии. Хотя нарушение нейтралитета ещё одной страны являлось нежелательным в политическом плане, в операцию включили также захват Дании: для снабжения «норвежского» десанта нужны были аэродромы Ютландии; необходимо было также обеспечить безопасное движение морского транспорта по датским проливам. Для Дании выделили 170-ю, 198-ю, 69-ю и 214-ю пехотные дивизии, а также 11-ю стрелковую бригаду. Немецкое командование планировало высадить десанты на аэродроме Ольборг и в Копенгагене, а также начать наступление на полуострове Ютландия, дабы как можно быстрее оккупировать Данию. Несмотря на то, что датское правительство знало о возможном нападении, было решено не начинать развёртывать вооружённые силы Дании, дабы исключить возможность провокации с немецкой стороны.

## Силы сторон

### Дания
Перед началом Второй мировой войны датские вооружённые силы были модернизированы и реорганизованы. В 1937 году было создано общее руководство сухопутными и военно-морскими силами Дании. В это же время четыре датских пехотных батальона получили велосипеды и мотоциклы. Зимой 1939/40 года численность датских ВС была увеличена с 6600 до 15 000 человек. По состоянию на вечер 8 апреля 1940 года датские сухопутные вооружённые силы состояли из 2 дивизий общей численностью 14 500 человек (по другим данным — 15 000), куда входили 7 пехотных, два кавалерийских и один артиллерийский полк. Первая дивизия располагалась на Зеландии, а вторая — на Борнхольме. В датской столице находился полк Королевской гвардии. Эти части были вооружены винтовками Крага-Йоргенсена Gevær M. 1889 и Mauser 98k, пистолетами-пулемётами 9-mm MP-32, автоматическими пушками 20 mm Madsen maskinkanon, ручными пулемётами Madsen М.1924 и Madsen М.1929 (модернизированной версией предыдущего), а также миномётами М29.
Бронетехника датская армии к 9 апреля 1940 года состояла всего из пяти бронеавтомобилей, все они были шведского производства: два Landsverk L-180 и три «Lynx». Планировалась покупка ещё 15 «Линксов», но после германской оккупации Дании заказанные бронеавтомобили остались в Швеции.
На вооружении полевой артиллерии находились орудия 75-mm M.1902, 10½ cm M.1930, гаубицы 15 cm M.1917, 15 cm M.1923 и 15 cm M.1929 и противотанковые орудия 37-мм Bofors.
Военно-воздушные силы Дании состояли из Армейского авиационного корпуса и составляли 94 самолёта. 13 самолётов были английскими Gloster Gauntlet, а ещё 7 — Fokker D.XXI. Эти 20 истребителей были сведены в две эскадрильи. Кроме того, в датских ВВС состояло 28 самолётов-разведчиков и 19 бомбардировщиков.
Военно-морские силы Дании состояли из двух броненосцев береговой обороны (Peder Skram и Niels Juel), девяти тральщиков (Springeren, Storen, Soridderen, Sohunden, Havornen, Narhvalen, Soloven, Sobjornen, Soulven), четырёх минных заградителей (Lessen, Henrik Gerner, Kvintus, Sixtus), шести миноносцев (Dragen, Hvalen, Laxen, Glenten, Hogen, Urnen) и одиннадцати подводных лодок (Havmanden, Havfruen, Havkalen, Daphne, Dryaden, Bellona, Flora, Rota, Galathea, Ran, Triton). Общая численность моряков, служивших в ВМФ Дании, в тот период составляла 1500 человек. Кроме того, в составе ВМФ Дании была морская авиация, включенная в Авиационный корпус морской авиации и состоящая из тринадцати гидропланов Heinkel HE 8 и восьми истребителей Hawker Nimrod Mk. II.
Верховным главнокомандующим вооружёнными силами Датского королевства был Вильям Вайн Приор.

### Третий рейх
Вечером 8 апреля к датско-германской границе в Шлезвиге были стянуты 170-я пехотная дивизия и 11-я стрелковая бригада, а также 70 лёгких танков PzKpfw I и PzKpfw II. Этими силами командовал генерал авиации Леонгард Каупиш. Кроме того, в датской операции должен был участвовать 10-й авиационный корпус под командованием генерал-лейтенанта Ганса Фердинанда Гейслера, численность датской группы которого составляла 240 самолётов.

## Начало операции
Рано утром 9 апреля 1940 года в 4 часа 20 минут германский посол в Дании Ренте-Финк вручил датскому министру иностранных дел Петеру Мунху меморандум, в котором говорилось, что ввиду намерения Англии завладеть базами в Дании и Норвегии правительство Третьего рейха вынуждено осуществить мирную оккупацию данных стран. Кроме того меморандум содержал заявление, что Датскому королевству гарантируется территориальная целостность и политическая независимость от рейха.
Первоочередной задачей германского командования было уничтожение военно-воздушных сил Датского королевства, даже несмотря на то, что 10-й немецкий авиакорпус включал в себя 240 самолётов, а основные силы датских ВВС включали в себя всего лишь 51 самолёт. В 5:00 немецкие «мессершмитты» группы I/ZG 1 капитана Вольфганга Фалька пересекли границу Дании, о чём сразу же было доложено на аэродром Вэрлозе, где базировались основные силы датских ВВС. Была объявлена боевая тревога, однако было слишком поздно, так как ко времени готовности датчан немцы уже нанесли удар по аэродрому. В итоге основные силы датских военно-воздушных сил были либо серьёзно повреждены, либо попросту уничтожены. У немцев было лишь два повреждённых истребителя.
В 5 часов 25 минут в генеральный штаб вооружённых сил Дании пришло донесение о нарушении силами Третьего рейха границы государства. Около 6 часов верховный главнокомандующий вооружёнными силами Дании прибыл в цитадель Кастеллет, надеясь организовать сопротивление вторжению, однако ни он, ни начальник штаба Герц, предлагавший мобилизовать резерв первой очереди, не располагали сведениями о ситуации на фронте.

## Бои за Ютландию

### Восточный фронт
В 5:15 силы Вермахта перешли датскую границу в Шлезвиге и начали боевые действия против Датского Королевства. Немецкие и датские войска начали бои на поле Лундтофтбьерг, где взвод датских вооружённых сил, вооружённый 20-мм пулемётами, занял позиции, с которых он контролировал передвижение по дороге и не давал немцам продвинуться вперёд. После недолгого боя датчане отступили, потеряв одного солдата убитым и одного раненым; у немцев были подбиты и повреждены два броневика и два мотоцикла. В нескольких милях к востоку от Лундтофтбьерга, у городка Хоккеруп, немецкая колонна натолкнулась на датский контрольно-пропускной пункт, который обороняли 34 датских солдата. Датчане подбили три немецкие бронемашины и вынудили немцев отступить. Вскоре к немцам прибыло подкрепление, а также 37-мм пушка. В результате позиции датчан были окружены, а сами они вскоре капитулировали. В бою датчане потеряли двух солдат убитыми. В это же время в семи километрах к северу от Лундтофтбьерга немецкие силы столкнулись с ещё одним датским подразделением, имевшим на вооружении две 20-мм пушки и оборонявшим контрольно-пропускной пункт у посёлка Бйергсков. Первоначально немцы начали атаку под прикрытием танка, однако позже к ним присоединилась авиация. После потери двух пушек датчане пытались спастись бегством на мотоциклах, однако немцы их окружили и взяли в плен.

### Центральный фронт

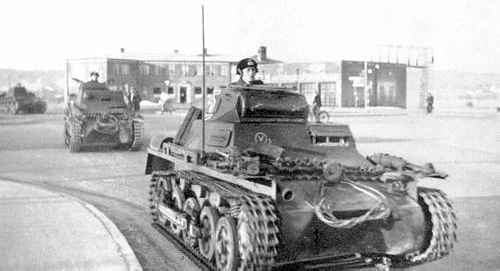
Немецкие танки в городе Обенро

В 10 километрах от границы у деревни Бредевад немецкий авангард из четырёх бронеавтомобилей натолкнулся на плохо организованное сопротивление частей датской армии. Дело в том, что немцы застигли датчан врасплох, те не успели укрепиться и вынуждены были укрыться в саду, откуда вели стрельбу по атакующим. В распоряжении у датчан имелся пулемёт и 20-мм пушка, из которой они подбили три немецких бронемашины. В итоге датские части были окружены и сдались в плен, потеряв четырёх солдат убитыми. В районе городов Обенро — Сёгор располагались 4-й пехотный и 2-й саперный батальоны полковника Хинцы, занявшие оборону. Датские силы в Сёоре готовились отступать к городу Вайле, где планировалось организовать оборону. Отход датских сил прикрывал арьергард, который сумел задержать немецкие войска у города Обенро. Для немецкого 401-го пехотного полка появление датчан стало полной неожиданностью. В ходе боя погибло несколько человек с обеих сторон. Тем временем силы 2-го полка подполковника Эльмгрена встретили ударную группу в 20 километрах к северу, у города Хадерслев. Защищал город гарнизон в 255 солдат, вооружённый несколькими пушками. Бой начался в южной части города, где датские солдаты, вооружённые 37-мм пушкой, сдерживали натиск немцев, у которых были лёгкие танки. В результате немцы потеснили датчан, однако у них самих было повреждено 2 танка. Столкновения продолжились у контрольно-пропускного пункта, где датчане вооружённые 20-мм пушкой, сдерживали натиск немцев, ведя сильный огонь по противнику. Бой продолжался около 10 минут, после чего немцы получили новости от командования, что Копенгаген взят, а датское правительство капитулировало. Немцы начали входить в город, однако датские силы не получили приказа о капитуляции. В ходе боя один немецкий мотоциклист погиб, а два танка были повреждены. С датской стороны погибло 2 солдата и три мирных жителя. Однако вскоре датское командование получило приказ о капитуляции из Копенгагена, в связи с чем военный гарнизон Хадерслева сдался.

### Западный фронт
Первым вступил в бой с немцами в Западной Ютландии гарнизон города Тённер. Датские солдаты под командованием капитан-лейтенанта Лорсена встретили части 11-й немецкой гренадерской бригады у Абильда, где используя 20-мм противотанковую пушку, датчане подбили две немецкие бронемашины. Более часа мизерные силы Лорсена удерживали немцев, после чего последние их просто обошли. В городе Сёлстед датские войска заняли оборону на дороге в город. Когда силы немцев приблизились к их позициям, датчане открыли огонь по противнику из 20-мм пушки. Один немецкий бронеавтомобиль был подбит, а другой вынужден был отступить. После этого немецкая пехота дважды атаковала позиции противника, пытаясь их обойти, однако датчане отбили обе атаки. Тогда командующий немецкими силами вызвал авиационную поддержку в виде трёх немецких Henschel Hs 126, которые заставили датчан начать отступление к городу Бредебро, где датчане получили известие о капитуляции правительства Дании, в связи с чем сложили оружие.

## Десанты

### Аэропорт Ольборг
С локальными столкновениями 170-я дивизия продвигалась вглубь Ютландии, в то время как люфтваффе бомбило аэродромы, на которые скоро высадились немецкие парашютисты. 11-я бригада марш-броском быстро достигла Скагена. В 7:30 на территорию Ольборга десантировался 3-й батальон 159-го пехотного полка и тут же занял два аэродрома. К 8 часам весь город контролировался немецкими войсками, после чего десантники овладели мостом через Лим-фьорд. К этому времени в город прибыли части 11-й стрелковой бригады. Тем временем на территорию аэродрома Ольборг-Вест приземлилась группа капитана Фалька и приступила к своей основной задаче — обеспечению воздушного коридора между Германией и Норвегией. На территории аэродромов были размещены орудия 1-го дивизиона 19-го полка зенитной артиллерии, предназначенные для обороны стратегических объектов. Они были размещены на своих позициях ко второй половине дня. К этому времени две группы KGzbV 1 доставили на аэродромы 150 тонн горючего, после чего они были готовы к приёму ударных самолетов.

### Морские десанты

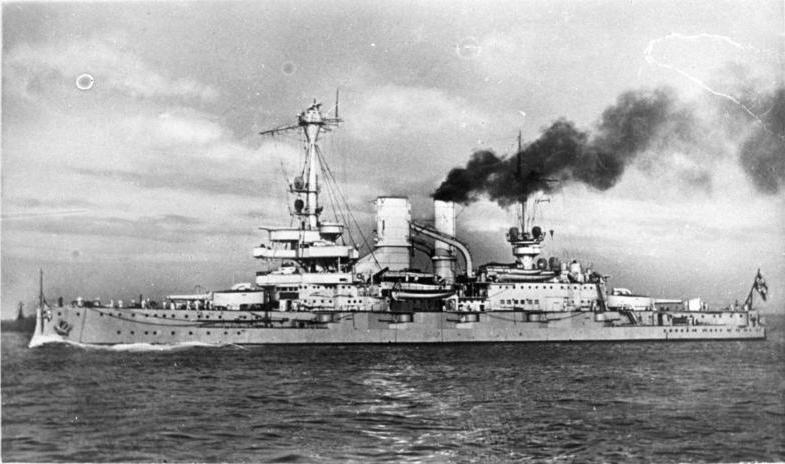
Schleswig-Holstein

198-я дивизия в ночь на 9 апреля вышла в море на транспортах группы VII из Киля. На рассвете 9 апреля эскадра вошла в пролив Большой Бельт и разделилась — броненосный военный корабль «Шлезвиг Гольштейн» с двумя транспортами направился к порту Корсёр, а учебный корабль «Клаус фон Беверн» и два тральщика пошли к острову Фюн. Остров Фюн с достаточно большим населением был захвачен небольшим немецким отрядом под командованием капитана Канцлера. Операция по захвату порта Корсёр тщательно подготавливалась, так как из данного порта ходили паромы в немецкий город Варнемюнде. Перед операцией командиры частей, задействованных в операции по захвату данного порта, посещали Корсёр и проводили там рекогносцировку под видом простых туристов. За день до операции команда одного из датских паромов, вышедшего из Корсёра и направлявшегося в Варнемюнде, была арестована вместе с таможенными чиновниками, находившимися на борту. Утром следующего дня 9 апреля паромы «Мекленбург» и «Шверин», которые обычно курсировали на этой линии, вошли в Корсёр и причалили, однако вместо туристов на сушу сошли части вермахта. Телефонная линия, которая шла на север, была перерезана накануне немецким отрядом. Выгруженный с парома бронепоезд поспешил к мосту через Сторстреммен, захваченному ротой Герике.

### Воздушно-десантная операция
9 апреля в 05:30 утра, двенадцать немецких транспортных самолётов 8./KGzbV 1 с парашютистами на борту взлетели с аэропорта Утерзен. Парашютной роте капитана Вальтера Герике было приказано занять железную и шоссейную дороги из Гесера в Копенгаген, перекинутые через пролив Сторстрёммен, а также остров Маснедё, расположенный в проливе, и находящуюся на данном острове батарею береговой обороны. В 06:15 началась высадка десанта. Нападение было внезапным, и гарнизон был взят в плен. На мачте был поднят флаг рейха. В итоге мосты перешли в руки немцев невредимыми. Десантники конфисковали в ближайших домах все велосипеды и отправились в Вордингборг. Парашютисты захватили мост между Фальстером и Зеландией, а с моря был захвачен Корсёр. Это дало возможность быстро оккупировать Зеландию.

#### Копенгаген
Захват Копенгагена
Ключевым в захвате Дании практически без борьбы стало быстрое овладение столицей. Эта операция подготавливалась долго; делалась ставка на стремительность, дабы подавить всякую мысль о сопротивлении. Вечером 4 апреля майор Гляйн прибыл в Копенгаген на самолёте, осмотрел пристань, район порта и другие основные объекты будущих атак. На следующий день Гляйн проник в цитадель, где размещался штаб вооружённых сил Дании. 8 апреля генерал-майор Курт Химер и авиационный атташе полковник Петерсен провели дополнительную разведку в районе гавани Копенгагена. Как говорилось выше, в 04:20 Ренте-Финк вручил датскому министру иностранных дел Петеру Мунху меморандум, в котором объявлялось о намерении правительства Третьего рейха оккупировать территорию Дании и Норвегии. На рассвете 9 апреля над Копенгагеном появились самолёты люфтваффе, которые разбрасывали над городом листовки. В это же время командующий кригсмарине Редер отправил послание к командующему датским военно-морским флотом вице-адмиралу Рехницеру, в котором просил не оказывать сопротивления оккупации. Тогда в 06:15 Рехницер прибыл в королевский дворец Амалиенборг и попросил не оказывать сопротивления вторжению.
Около 7:00 8 апреля теплоход «Ганзейский город Данциг» под командованием капитана 3-го ранга Вильгельма Шрёдера взял на борт 308-й пехотный полк майора Глейна и вышел в море. Чуть раньше в море вышли ледокол «Штеттин» и два сторожевых корабля. Эскадра прибыла в порт Копенгагена вовремя. Сторожевые корабли остались у входа в гавань, дабы не давать судам выходить из порта. Однако в самом порту находился датский броненосец «Нильс Юэль», который мог просто уничтожить немецкие корабли. Из форта Миддельгрунн увидели немецкий военный флаг на «Данциге»; комендант приказал произвести предупредительный выстрел с целью заставить суда остановиться, однако выстрел так и не раздался. С корабля «Нильс Юэль» также не прозвучало выстрелов. В результате в 5:15 «Штеттин» причалил у пирса Лангелинн, прямо в центре Копенгагена, в 50 метрах от Цитадели, где находился штаб датской армии. Высадившись, немцы заняли таможню и полицейский участок и устремились в город. Немцы застали врасплох караулы и захватили телефонную станцию. Датских военнослужащих разоружили и заперли в подвалах форта; туда же были доставлены начальник датского генштаба, министр внутренних дел и британский торговый атташе. Датчане пытались контратаковать немцев у Цитадели и у Амалиенборга, однако немцы отбили их атаки. Вскоре Копенгаген оказался под полным контролем немцев.
В это же время корабль «Штеттин» встал у входа в гавань, не давая датским кораблям выйти из порта. Капитан 3 ранга Шрёдер отправился к командиру датского броненосца «Нильс Юэль» с письмом, в котором говорилось о том, что германская армия перешла границу, гавань Копенгагена блокирована, а силы люфтваффе готовы в любой момент нанести удар. Шрёдер предлагал командиру датского броненосца не открывать огня по противнику. В 7:15 условия были приняты. Примеру «Нильса Юэля» последовали миноносцы «Ёрнен», «Драген», плавбаза подводных лодок «Хенрик Гернер» и сторожевик «Ингольф». Приблизительно в 7 часов Химер связался со штабом немецких сил в Гамбурге и попросил направить эскадрилью бомбардировщиков в Копенгаген, дабы оказать воздействие на правительство Дании. Одновременно германский посол сообщил датскому правительству о возможной бомбардировке, если сопротивление не будет прекращено. Самолёты ещё не появились над городом, когда в 7:20 датский король Кристиан X приказал прекратить сопротивление; немецкий и датский командиры обменялись визитами вежливости. Около 9 часов правительственная радиостанция в Калунборге передала обращение короля Дании, в котором он призывал не оказывать сопротивление и сохранять спокойствие. Около 10 часов началась демобилизация датской армии.

## Окончание операции
После капитуляции датского правительства немцы без проблем занимали датские города и аэропорты. 1-й батальон 399-го пехотного полка высадился в Тюборене. В 6:30 пехотный батальон высадился в районе Миддельфарта и захватил мост через Малый Бельт. Эсбьерг был занят экипажами нескольких тральщиков, вошедших в порт за час до полудня. В гавани немцы захватили два английских парохода с грузом продовольствия и отправили их в Гамбург. 10 апреля корабль «Ганзейский город Данциг» со сторожевыми кораблями прибыл на Борнхольм и высадил там десант — 2-й батальон 305-го полка под командованием майора Кайзера. Такой быстрой победы не ожидали сами немцы — части 198-й и 214-й пехотных дивизий, грузившиеся в Штеттине и Любеке для отправки в Данию, были перенацелены на Норвегию. Полагая, что Германия воюет и со Швецией, один датский полковник увёл батальон через Эресунн в Хельсингборг. Уже с 9 апреля немцы задействовали для снабжения подразделений в Норвегии датские аэродромы, шоссейные и железные дороги.

## Итоги

### Потери
Капитуляция в Бйергскове, 09.04.1940
В целом операция по оккупации Дании заняла несколько часов, потери немецкой армии составили 2 военнослужащих убитыми и 10 ранеными, а также было повреждено или уничтожено 12 бронемашин, 4 танка и один бомбардировщик Heinkel He 111. Потери Дании составили 16 военнослужащих убитыми и 20 ранеными. По другим данным потери датской армии составили 13 человек убитыми и 23 ранеными. Большая часть датской истребительной авиации была уничтожена. Вскоре на территории Дании были размещены части армии рейха. До августа 1943 года вооружённые силы Дании в условиях немецкой оккупации полностью сохраняли свой кадровый состав и вооружение. 29 августа 1943 года правительство Дании было разогнано, а немецкие военные провели операцию «Сафари», в ходе которой части датской армии были разоружены, а её военнослужащие — интернированы.

### Внутренняя политика
Уже 9 апреля пресс-атташе рейха в Копенгагене Густав Майснер потребовал ввести запрет на публикации, затрагивающие интересы вермахта. 16 апреля запрет был введён. Ещё 10 апреля было сформировано новое коалиционное правительство национального единства Датского королевства, куда вошли представители ряда оппозиционных партий. Вооружённые силы Дании были сокращены, а вскоре началось изъятие тяжёлого вооружения датской армии в пользу вермахта. 12 апреля датский генерал-лейтенант Вильям Приор объявил в своём выступлении по радио благодарность датской армии за её поведение во время агрессии: «Никто в армии не нарушил своего долга по отношению к королю и родине». 22 апреля командование вермахта потребовало передать им в распоряжение силы ПВО, а также корабли для охраны моста через Малый Бальт, и средства для создания укреплений на островах Лесё и Анхольт и в городах Скаген, Эсбьерг и Хельсингёр. Вскоре немцы установили курс датской кроны по отношению к немецкой марке — 208 крон за 100 марок. В соответствии с договором о торгово-экономическом сотрудничестве Дании и Третьего рейха торговля с Великобританией была запрещена, а экономика полностью переориентирована на Германию, куда поставлялись продукция сельского хозяйства и угольКроме того, банки Дании обязались субсидировать германскую экономику и вермахт. 8 июля 1940 года было сформировано новое правительство Дании во главе с Торвальдом Стаунингом. В новое правительство вошли представители партий, оппозиционных социал-демократической партии Дании. 25 ноября 1940 года датское правительство подписало Антикоминтерновский пакт, а 25 июня 1941 года разорвало дипломатические отношения с СССР.
В 1941 году началась запись датских добровольцев в войска СС. Первые 480 добровольцев, вступившие в добровольческий корпус СС «Дания», являлись бывшими военнослужащими (в том числе и офицерами) датской королевской армии. За вступившими в корпус офицерами датской армии при переводе в ваффен СС официальным постановлением датского министерства обороны были сохранены те же звания, которые они носили в Дании (а годы службы в составе войск СС было обещано засчитывать наравне с годами службы в датской армии, что имело немаловажное значение в плане выслуги лет и начисления пенсии). Кроме того, Добровольческий корпус «Дания» официально был взят на довольствие датским правительством, а не датской национал-социалистической партией. Бойцы Добровольческого корпуса «Дания» для обучения беспрепятственно получили всё необходимое вооружение со складов датской королевской армии.

### Заморские территории
12 апреля британские войска оккупировали принадлежавшие Дании Фарерские острова, не встретив сопротивления со стороны Дании. В итоге парламент Фарерских островов сделал официальное заявление, в котором признавалась оккупация островов. Согласно данному заявлению города Торсхавн и Аргир затемнялись ночью, почта и телеграф находились под цензурой, а перемещение автотранспортных средств ночью без специального разрешения было строжайше запрещено.
10 мая в Исландии высадился британский десант и, несмотря на протесты парламента страны, оккупировал остров во избежание оккупации силами Рейха. Сопротивления британские войска не встретили. Парламент Исландии сделал несколько заявлений, в которых потребовал компенсации за вторжение в нейтральную страну. Британское правительство пообещало не только компенсацию, но и заключение различных выгодных для Исландии соглашений, невмешательство во внутренние дела страны и полный вывод всех войск после окончания войны. В 1944 году в Исландии был проведён конституционный референдум, и 17 июня 1944 года Исландия обрела полную независимость и стала республикой.
В это время гренландская администрация отказалась подчиняться приказам датского коллаборационистского правительства. Власти организовали из охотников и рыбаков так называемые санные патрули. Для командования вермахта остров был нужен для установления вдоль побережья цепи метеорологических станций с целью составления прогнозов погоды, необходимых германскому военно-морскому флоту и авиации для проведения операций против СССР и его союзников, однако этой цели достигнуть не удалось. 9 апреля 1941 года Хенрик Кауфман, посол Дании в США, отказавшийся признать оккупацию Дании Третьим рейхом, подписал с правительствами США и Канады соглашение, согласно которому военно-воздушные силы США имели право использовать базы на территории Гренландии. Со своей стороны Соединённые Штаты взяли на себя снабжение острова. В ответ датское правительство уволило Кауфмана с государственной службы.